# Тинидур
Тинидур (нем. tinidur — по начальным буквам титан + никель + прочный) — жаропрочная сталь аустенитного класса, разработанная в 1936 году в Германии инженерами-металлургами Г. Банделем G. Bandel и К. Гебхардтом K. Gebhard — сотрудниками исследовательского отделения фирмы Krupp - Friedrich Krupp, г. Вульфрат .

## История создания жаропрочной стали
В Германии работы по систематическому исследованию жаропрочности различных материалов были начаты в 1935—1936 годах Авиационным центром DVL Deutsche Versuchsanstalt für Luftfahrt. Родоначальником исследований в этой области, проводившихся применительно к турбонагнетателям авиационных моторов, является Франц Болленрат Franz Bollenrath — в 1940-е годы директор НИИ авиационных материалов (Inst. für Werkstoff-Forschung der DVL).
Сталь Тинидур в первоначальном варианте имела обозначение Р-193. Упрочнение стали при высоких температурах (сопротивление ползучести) предполагалось обеспечить дисперсными выделениями термически стойких карбидов, для чего в состав стали вводили углерод (0,5 %) и титан (2 %). Позднее было установлено, что дисперсионное твердение происходит и при отсутствии углерода — за счёт дисперсных выделений интерметаллидного соединения Ni3Ti. После этого содержание углерода уменьшили до 0,1 %. Улучшенным вариантом этой стали стал Тинидур. Спустя 4-5 лет аналогичная ситуация повторилась в Англии при разработке жаропрочного никелевого сплава «нимоник», сопротивления ползучести которого также ожидали получить за счет дисперсных выделений карбидов титана. В конечном итоге оказалось, что высокотемпературная прочность материала обязана дисперсным выделениям интерметаллида Ni3(Ti,Al).
| Марка стали | %C        | %Mn     | %Si     | %Ni       | %Cr       | %Mo  | %Ti     | %Al | % др. элементов |
| ----------- | --------- | ------- | ------- | --------- | --------- | ---- | ------- | --- | --------------- |
| P-193       | 0,5       | 0,6     | 0,6     | 30        | 30        | -    | 2       | -   | Fe-основа       |
| Тинидур     | 0,12-0,14 | 0,6-1,0 | 0,6-1,0 | 29,0-31,0 | 14,5-15,5 | -    | 1,8-2,2 | 0,2 | Fe-основа       |
| А286        | 0,05      | 1,35    | 0,55    | 25        | 15        | 1,25 | 2,0     | 0,2 | 0,3V            |

Назначение легирующих элементов в аустенитных сталях Тинидур: Ni — упрочняет и стабилизирует аустенитную структуру, образует гамма-штрих фазу и препятствует образованию нежелательных фаз. Cr — обеспечивает стойкость к газовой коррозии и упрочняет твердый раствор. Ti и Al — основные элементы, обеспечивающие дисперсионное твердение сплава. Сталь подвергалась закалке с температуры 1125 °C в воду и старению при температуре 750 °C. При правильно подобранной термообработке происходит выделение из аустенитной матрицы дисперсных кристаллов интерметаллидной фазы Ni3(Ti,Al).

## Применение в реактивном двигателестроении
В 1937 году немецкий конструктор фон Охайн, выбрал Тинидур для изготовления теплонапряженных узлов конструкции и приступил к разработке первого воздушно-реактивного двигателя HeS (нем.) самолёта He 178 .
К 1939 году конструкторы Ансельм Франц Anselm Franz, Отто Мадер Otto Mader и главный металлург Хайнрих Аденштедт Heinrich Adenstedt моторного отдела фирмы «Юнкерс», (Junkers Motorenbau) в Магдебурге, по результатам сравнительных испытаний имевшихся в Германии материалов, выбрали жаропрочную сталь Тинидур, как лучший материал лопаток и диска турбины двигателя Jumo-004 на рабочие температуры 600—700°C .
Уже ранние испытания показали, что даже идентичные лопатки показывают большой разброс по долговечности. К 1943 году усилиями отдела материалов Junkers Motorenbau в Дессау была решена проблема надёжности и стабильности характеристик эксплуатационной прочности кованых лопаток из стали Тинидур путём тщательного контроля процесса изготовления лопаток, в первую очередь, самого процесса ковки. Позднее, в связи с несвариваемостью листа из стали Тинидур, был разработан процесс глубокой вытяжки, в котором заготовкой полой лопатки служил тонкий плоский диск. По трудоёмкости изготовления полые лопатки оказались более экономичными по сравнению с монолитными.
Чтобы уйти от состава с 30 процентами никеля фирма Крупп разработала жаропрочную свариваемую сталь Хромадур. Технология получения полой лопатки гибкой плоского листа стали Хромадур и последующей сварки заготовки по задней кромке оказалась предпочтительной в сравнении с глубокой вытяжкой. В итоге полые лопатки Хромадур показали более высокую надёжность в сравнении с выполненными из стали Тинидур, даже несмотря на меньшее сопротивление ползучести первой.  
К 1943 году в связи с увеличивающимся дефицитом легирующих элементов, в рамках подготовки к производству серийной модификации двигателя Jumo-004В, фирмой Крупп были разработаны несколько жаропрочных сталей экономного легирования, в их числе стали Хромадур и Ванидур. В стали Хромадур, предназначенной для рабочих и сопловых лопаток, никель был заменен марганцем, который, как и никель расширяет область гамма-твердого раствора. Вызванное такой заменой снижение окалиностойкости сплава отчасти компенсировано содержанием кремния. Во второй стали, предназначенной для изготовления дисков ротора турбины, исходная марка — Крупп V2A-ED, вольфрам (1 %W) заменен на ванадий (1 %V). Сталь Синидур — с карбидным и интерметаллидным упрочнением. Состав указанных сталей приведен в таблице.
| Марка стали | %C        | %Mn       | %Si      | %Ni       | %Cr       | %Mo     | %W  | %Ti     | %Al | % др. элементов          |
| ----------- | --------- | --------- | -------- | --------- | --------- | ------- | --- | ------- | --- | ------------------------ |
| Cromadur    | 0,09-0,12 | 17,5-18,5 | 0,55-0,7 | -         | 11,0-14,0 | 0,7-0,8 | -   | -       | -   | V 0,60-0,70 0,18-0,23 N2 |
| Vanidur     | 0,1       | 0,2-0,4   | 0,3-0,6  | 10,0-11,0 | 17,0-18,0 | -       | -   | 0,5-0,7 | -   | 1 %V                     |
| Sinidur     | 0,25      | -         | -        | 24        | 19        | 2,0     | 1,0 | 2,2-3,0 | 1,0 | -                        |

## Послевоенное применение Тинидур в США
В конце 1940-х годов в США под руководством Гюнтера Молинга Gunter Mohling — заместителя директора по исследованиям фирмы Allegheny Ludlum Steel Corp. был создан улучшенный вариант стали Тинидур, получивший обозначение А286. Сталь А286 отличается от исходной Тинидур добавкой молибдена и уточненным содержанием некоторых элементов. Назначение молибдена (1,3 %) — повышение пластичности образцов с надрезом при повышенных температурах. Впервые применена в 1950 году для изготовления дисков турбины, впоследствии корпусов турбины, силовых деталей форсажной камеры, лопаток и дисков газовых турбин и компрессоров. При изготовлении дисков турбины заменена в середине 1960-х годов никельжелезным сплавом «Инкалой 901» (IN901). Выпуск различных полуфабрикатов стали А286 в США осуществляли сразу пять металлургических фирм: Allegheny Ludlum, Carpenter Technology, Republic Steel/ Special Metalls Division, Superior Tube, Universal Cyclopes, что свидетельствует о масштабах её применения в авиа-ракетной промышленности США.
Сплав Cromadur выпускался в США под обозначением AF-71. В частности Allegheny Ludlum AF-71 для деталей газотурбинных двигателей, ракет, элементов планера самолетов.